# Honeycut

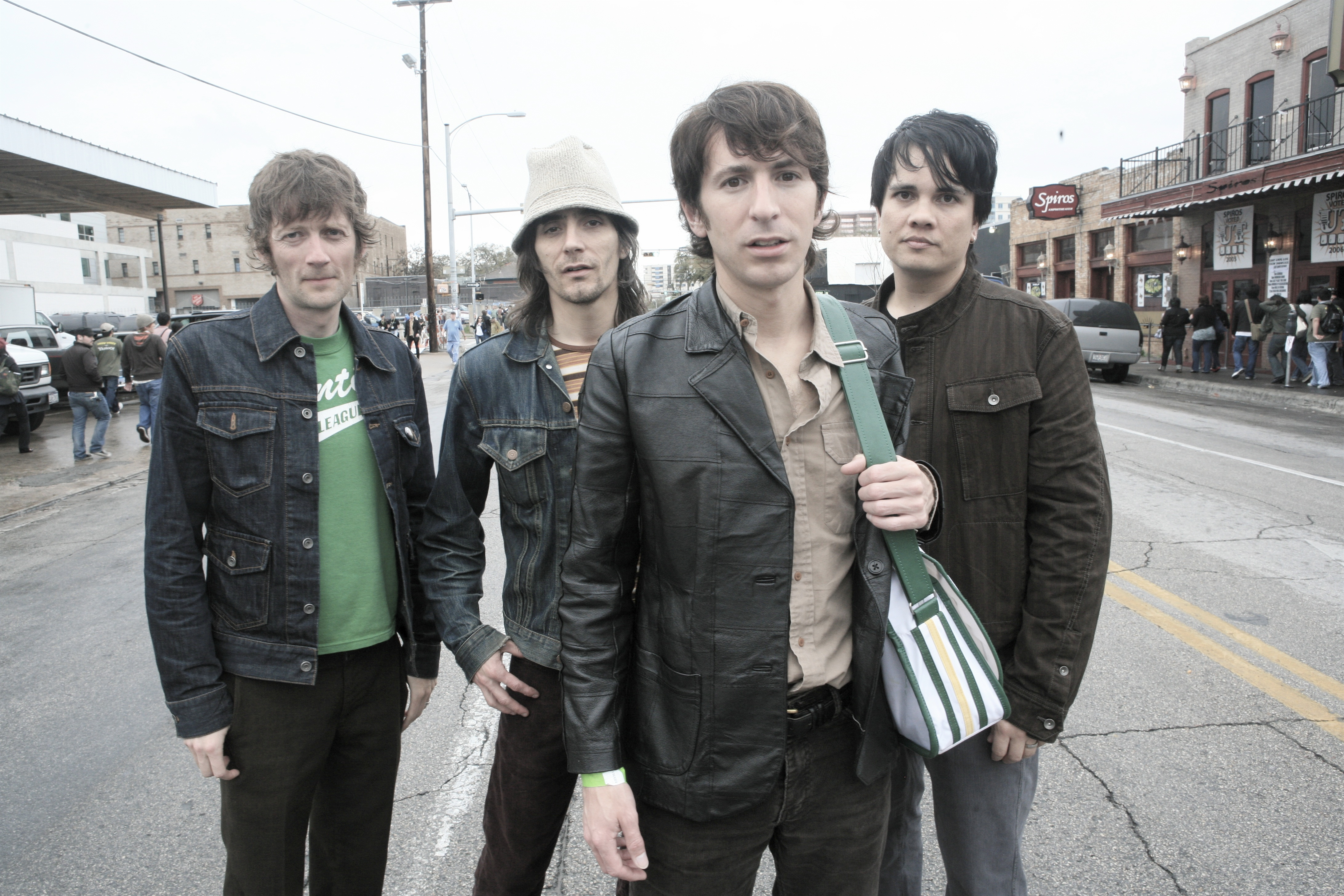
Honeycut, 2007

Honeycut ist eine Band aus San Francisco und Teil der „Quannum Projects“. Die Mitglieder sind Bart Davenport (Stimme, Gesang), RV Salters (Keyboard und Samples) and Tony Sevener (Takt, MPC, Schlagzeug). Die Band wurde 2003 gegründet. 2006 veröffentlichte sie ihr erstes Album (The Day I Turned to Glass) und kurz danach erhielt sie den alle 17 Jahre vergebenen Musik-Preis von SF Weekly in der Kategorie Beste Soul/Funk-Band. Ihre Musik wurde durch Rock, Indie-Pop, Soul und Funk beeinflusst und ihr Klangspektrum ist sehr groß für eine drei-Mann Band.
Bart Davenport und Tony Sevener kommen aus Kalifornien, wohingegen RV Salters in Paris geboren wurde und in Frankreich lebte, bis er den Quannum Projects 1999 beitrat. RV Salters zeigt einen einzigartigen Tanzstil, während er bei ihren Auftritten Keyboard spielt. Meistens treten sie im Gebiet um die Bucht von San Francisco auf, zum Beispiel an bemerkenswerten Orten wie  „The Independent“ oder als Vorgruppe für Cake in Berkeley.
Teile des Liedes „Exodus Honey“ aus dem Album „The Day I Turned to Glass“ werden im Betriebssystem Mac OS X-Leopard-Intro-Video verwendet, welches für gewöhnlich beim ersten Start  des Systems gespielt wird.